# Hipporrhinus
Hipporrhinus är ett släkte av skalbaggar. Hipporrhinus ingår i familjen vivlar.

## Dottertaxa tillHipporrhinus, i alfabetisk ordning[1]
- Hipporrhinus abruptecostatus
- Hipporrhinus aculeatus
- Hipporrhinus affinis
- Hipporrhinus albicans
- Hipporrhinus albicinctus
- Hipporrhinus albolineatus
- Hipporrhinus alternans
- Hipporrhinus angolensis
- Hipporrhinus angustus
- Hipporrhinus appendiculatus
- Hipporrhinus arenarius
- Hipporrhinus armatus
- Hipporrhinus armillatus
- Hipporrhinus asper
- Hipporrhinus aurivilliusi
- Hipporrhinus bertinae
- Hipporrhinus bimaculatus
- Hipporrhinus binodis
- Hipporrhinus bituberculatus
- Hipporrhinus bohemani
- Hipporrhinus brachyceroides
- Hipporrhinus braunsi
- Hipporrhinus brevis
- Hipporrhinus caffer
- Hipporrhinus calvus
- Hipporrhinus canaliculatus
- Hipporrhinus capensis
- Hipporrhinus capicola
- Hipporrhinus capistratus
- Hipporrhinus carinirostris
- Hipporrhinus caudatus
- Hipporrhinus cervinus
- Hipporrhinus chirindensis
- Hipporrhinus cicatricosus
- Hipporrhinus cinerascens
- Hipporrhinus cinereus
- Hipporrhinus condecoratus
- Hipporrhinus congestus
- Hipporrhinus consors
- Hipporrhinus constrictus
- Hipporrhinus contortus
- Hipporrhinus corniculatus
- Hipporrhinus cornirostris
- Hipporrhinus coronatus
- Hipporrhinus corpulentus
- Hipporrhinus costatus
- Hipporrhinus costirostris
- Hipporrhinus criniger
- Hipporrhinus crispatus
- Hipporrhinus curtus
- Hipporrhinus deceptor
- Hipporrhinus delectans
- Hipporrhinus deplorabundus
- Hipporrhinus dispar
- Hipporrhinus dolorosus
- Hipporrhinus dregei
- Hipporrhinus duponti
- Hipporrhinus eckloni
- Hipporrhinus errans
- Hipporrhinus exilis
- Hipporrhinus fallax
- Hipporrhinus ferus
- Hipporrhinus fictilis
- Hipporrhinus foveolatus
- Hipporrhinus frontalis
- Hipporrhinus fucosus
- Hipporrhinus furvus
- Hipporrhinus glandifer
- Hipporrhinus globifer
- Hipporrhinus granatus
- Hipporrhinus granicollis
- Hipporrhinus granulatus
- Hipporrhinus granulosus
- Hipporrhinus gravidus
- Hipporrhinus gunningi
- Hipporrhinus gyllenhali
- Hipporrhinus horni
- Hipporrhinus humeralis
- Hipporrhinus impressicollis
- Hipporrhinus incertus
- Hipporrhinus incisirostris
- Hipporrhinus infacetus
- Hipporrhinus inflatus
- Hipporrhinus insignis
- Hipporrhinus janus
- Hipporrhinus knysna
- Hipporrhinus lacunosus
- Hipporrhinus laticeps
- Hipporrhinus lineatus
- Hipporrhinus lineolatus
- Hipporrhinus lobatus
- Hipporrhinus longulus
- Hipporrhinus maculatus
- Hipporrhinus maculiventris
- Hipporrhinus mammillatus
- Hipporrhinus mendicus
- Hipporrhinus misumenus
- Hipporrhinus modestus
- Hipporrhinus monilis
- Hipporrhinus monitor
- Hipporrhinus montanus
- Hipporrhinus namaquus
- Hipporrhinus nasicornis
- Hipporrhinus nasutus
- Hipporrhinus nestor
- Hipporrhinus nivosus
- Hipporrhinus nodulosus
- Hipporrhinus notonchus
- Hipporrhinus nyasae
- Hipporrhinus nycthemerus
- Hipporrhinus oaxus
- Hipporrhinus obesus
- Hipporrhinus occidentalis
- Hipporrhinus o'neili
- Hipporrhinus ovampoensis
- Hipporrhinus partitus
- Hipporrhinus pastillarius
- Hipporrhinus perfunctorius
- Hipporrhinus peringueyi
- Hipporrhinus permixtus
- Hipporrhinus pertinae
- Hipporrhinus pilifer
- Hipporrhinus pilosus
- Hipporrhinus pilularius
- Hipporrhinus planithorax
- Hipporrhinus pollinarius
- Hipporrhinus porculus
- Hipporrhinus propinquus
- Hipporrhinus punctirostris
- Hipporrhinus purcelli
- Hipporrhinus pygmaea
- Hipporrhinus quadrilineatus
- Hipporrhinus quadrinodis
- Hipporrhinus quadrispinosus
- Hipporrhinus recurvus
- Hipporrhinus rhamphastus
- Hipporrhinus rubifer
- Hipporrhinus rubrospinosus
- Hipporrhinus rugirostris
- Hipporrhinus scaber
- Hipporrhinus senex
- Hipporrhinus seriatus
- Hipporrhinus seriegranosus
- Hipporrhinus serienodosus
- Hipporrhinus seriespinosus
- Hipporrhinus serratus
- Hipporrhinus setiferus
- Hipporrhinus setulosus
- Hipporrhinus severus
- Hipporrhinus sexvittatus
- Hipporrhinus silvaticus
- Hipporrhinus sjostedti
- Hipporrhinus solitarius
- Hipporrhinus sparrmani
- Hipporrhinus sparsus
- Hipporrhinus spectrum
- Hipporrhinus spiculosus
- Hipporrhinus spinicollis
- Hipporrhinus spinifer
- Hipporrhinus squalidus
- Hipporrhinus subcaudatus
- Hipporrhinus subcordatus
- Hipporrhinus sublineata
- Hipporrhinus subvittatus
- Hipporrhinus sulcirostris
- Hipporrhinus suturalis
- Hipporrhinus talpa
- Hipporrhinus tenuegranosus
- Hipporrhinus thoracicus
- Hipporrhinus transvaalensis
- Hipporrhinus tricostatus
- Hipporrhinus truncus
- Hipporrhinus tuberosus
- Hipporrhinus tubifer
- Hipporrhinus turpis
- Hipporrhinus vafer
- Hipporrhinus wahlbergi
- Hipporrhinus variegatus
- Hipporrhinus varius
- Hipporrhinus vastivagus
- Hipporrhinus verrucellus
- Hipporrhinus verrucosus
- Hipporrhinus viator
- Hipporrhinus vicinus
- Hipporrhinus vittatus